# Funktionalanalyse
Funktionalanalyse er den gren af matematikken, og specielt af matematisk analyse, der omhandler studiet af vektorrum og operatorer på dem. Historisk har funktionalanalyse rødder i studiet af funktionsrum og i undersøgelsen af bestemte transformationer af funktioner såsom Fouriertransformationen, såvel som i studiet af differential- og integralligninger. Ordet funktional stammer fra variationsregning og er en funktion, hvis argument selv er en funktion. Funktionalanalysens anvendelse tillægges matematikeren og fysikeren Vito Volterra, mens æren for områdets grundlæggelse i høj grad tillægges den polske matematiker Stefan Banach.